# Brie-sous-Archiac
Brie-sous-Archiac é uma comuna francesa na região administrativa da Nova Aquitânia, no departamento de Charente-Maritime. Estende-se por uma área de 7,49 km². Em 2010 a comuna tinha 240 habitantes (densidade: 32 hab./km²).